# Грейди (Арканзас)
Грейди (англ. Grady, Arkansas) — город, расположенный в округе Линкольн (штат Арканзас, США) с населением в 523 человека по статистическим данным переписи 2000 года.

## География
По данным Бюро переписи населения США город Грейди имеет общую площадь в 4,92 квадратных километров, водных ресурсов в черте населённого пункта не имеется.
Грейди расположен на высоте 56 метров над уровнем моря.

## Демография
По данным переписи населения 2000 года в Грейди проживало 523 человека, 142 семьи, насчитывалось 184 домашних хозяйств и 241 жилой дом. Средняя плотность населения составляла около 106,7 человека на один квадратный километр. Расовый состав Грейди по данным переписи распределился следующим образом: 31,36 % белых, 65,77 % — чёрных или афроамериканцев, 0,19 % — азиатов, 0,96 % — представителей смешанных рас, 1,72 % — других народностей. Испаноговорящие составили 2,87 % от всех жителей города.
Из 184 домашних хозяйств в 34,8 % — воспитывали детей в возрасте до 18 лет, 49,5 % представляли собой совместно проживающие супружеские пары, в 21,2 % семей женщины проживали без мужей, 22,8 % не имели семей. 20,7 % от общего числа семей на момент переписи жили самостоятельно, при этом 4,9 % составили одинокие пожилые люди в возрасте 65 лет и старше. Средний размер домашнего хозяйства составил 2,84 человек, а средний размер семьи — 3,32 человек.
Население города по возрастному диапазону по данным переписи 2000 года распределилось следующим образом: 33,5 % — жители младше 18 лет, 9,2 % — между 18 и 24 годами, 23,1 % — от 25 до 44 лет, 19,5 % — от 45 до 64 лет и 14,7 % — в возрасте 65 лет и старше. Средний возраст жителей составил 34 года. На каждые 100 женщин в Грейди приходилось 97,4 мужчин, при этом на каждые сто женщин 18 лет и старше приходилось 93,3 мужчин также старше 18 лет.
Средний доход на одно домашнее хозяйство в городе составил 22 321 доллар США, а средний доход на одну семью — 24 500 долларов. При этом мужчины имели средний доход в 26 250 долларов США в год против 20 313 долларов среднегодового дохода у женщин. Доход на душу населения в городе составил 11 679 долларов в год. 33,6 % от всего числа семей в населённом пункте и 38,8 % от всей численности населения находилось на момент переписи населения за чертой бедности, при этом 51,3 % из них были моложе 18 лет и 28,3 % — в возрасте 65 лет и старше.